# 헤레미 사르미엔토
헤레미 레오넬 사르미엔토 모란테(스페인어: Jeremy Leonel Sarmiento Morante, 2002년 6월 16일 ~ )는 에콰도르의 축구 선수로 현재 잉글랜드 EFL 챔피언십의 입스위치 타운에서 윙어로 활약하고 있다.